# Pseudarachna nohinohi
Pseudarachna nohinohi is een pissebed uit de familie Munnopsidae. De wetenschappelijke naam van de soort is voor het eerst geldig gepubliceerd in 2006 door Merrin.